# فاليري كامبوس
فاليري كامبوس (بالإسبانية: Valerie Campos)‏ هي فنانة مكسيكية، ولدت في 25 ديسمبر 1983 في مدينة مكسيكو في المكسيك.

## وصلات خارجية
- الموقع الرسمي